# Източно крайбрежие на САЩ
Източното крайбрежие на САЩ (на английски: East Coast of the United States), наричано понякога и Източният бряг (East Coast) или Атлантическото крайбрежие на САЩ (Atlatic Seaboard) е географско и културно понятие за крайбрежните щати, разположени на източния бряг на САЩ на Атлантическия океан. Често „Източното крайбрежие“ е и термин, който по специфично се използва за регионите Нова Англия и Среден Атлантик.

## Щати
Географското понятие „Източно крайбрежие на САЩ“ се състои от следните щати
(списък на щатите с излаз на Атлантическия океан):
- Вирджиния
- Делауеър
- Джорджия
- Кънектикът
- Масачузетс
- Мейн
- Мериленд
- Ню Джърси
- Ню Йорк
- Ню Хампшър
- Род Айлънд
- Северна Каролина
- Флорида
- Южна Каролина

Като културно понятие към Източното крайбрежие се включват понякога и следните щати:
- Върмонт
- Пенсилвания